# Bronisław Lubański (podporucznik)
Bronisław Lubański (ur. 10 kwietnia 1901 we wsi Wołosówka, powiat Żytomierz, zm. 2 sierpnia 1920 w Platerowie k. Siedlec) – podporucznik Wojsk Aeronautycznych II RP, uczestnik powstania wielkopolskiego i wojny polsko-bolszewickiej, kawaler Orderu Virtuti Militari.  

## Życiorys
Był synem Antoniego i Feliksy z Żochowskich. W 1918 ukończył szkołę średnią handlową w Winnicy. Na początku marca 1919 wyjechał do Poznania. Tutaj rozpoczął studia na Uniwersytecie. W czerwcu wstąpił ochotniczo do Armii Wielkopolskiej i został przydzielony do Oficerskiej Szkoły Aeronautycznej w Poznaniu. 28 września 1919 ukończył I kurs Oficerskiej Szkoły Aeronautycznej i w stopniu sierżanta wyznaczony na stanowisko dowódcy plutonu. W październiku tego roku został mianowany podporucznikiem. 22 lutego 1920 w składzie II batalionu aeronautycznego został skierowany na front wojny polsko-bolszewickiej. Dowodził 3 polową kompanią aeronautyczną.
12 czerwca 1920 o godz. 7.20 prowadząc razem z ppor. Marianem Trawińskim, z balonu na wysokości 1 025 m, obserwację przeprawy bolszewików przez Dniepr został zaatakowany i ostrzelany przez bolszewicki aeroplan. W czasie stoczonej walki powietrznej polscy oficerowie uszkodzili pociskami z karabinu maszynowego silnik wrogiego samolotu i zmusili pilota do lądowania.
Pod koniec lipca 1920 objął dowództwo II baonu, który włączony został do 1 pułku aeronautycznego i użyty do walki jako piechota.
Autorzy „Ku Czci Poległych ...” podają dwie wersje śmierci ppor. Bronisława Lubańskiego. W biogramie na s. 313 stwierdzili, że w dniu 1 sierpnia, w czasie walk pod Platerowem niedaleko Siedlec, jako dowódca kompanii został ciężko ranny w brzuch i nogę. Zmarł następnego dnia w wyniku odniesionych ran. Opisując walki II baonu na s. 234 podali, że w dniu 2 sierpnia został śmiertelnie ranny odłamkiem granatu artyleryjskiego gdy prowadził natarcie batalionu z Rzewuszek na Bindugi. Za drugą z podanych wersji przemawia fakt, że 1 pułk aeronautyczny rano 1 sierpnia przybył do Siedlec, a po południu tego samego dnia przewieziony został koleją do Sokołowa. W południe 2 sierpnia pułk powrócił do Platerowa.
Po śmierci zwłoki Bronisława Lubańskiego zostały przewiezione do Warszawy i pochowane na cmentarzu wojskowym na Powązkach (kwatera A11-4-16).
8 kwietnia 1921 został pośmiertnie odznaczony za wybitne zasługi dla lotnictwa polskiego Krzyżem Srebrnym Orderu Wojskowego Virtuti Militari.